# Helsingin Palloseura
Helsingin Palloseura (deutsch: Helsinkis Ballverein), auch unter der Abkürzung HPS oder im deutschsprachigen Raum als HPS Helsinki bekannt, ist ein finnischer Sportverein aus der Hauptstadt Helsinki. Der Verein besitzt Abteilungen für Bandy, Basketball, Eishockey und Fußball. Vor allem letztere war mit neun finnischen Meistertiteln besonders erfolgreich.

## Fußball

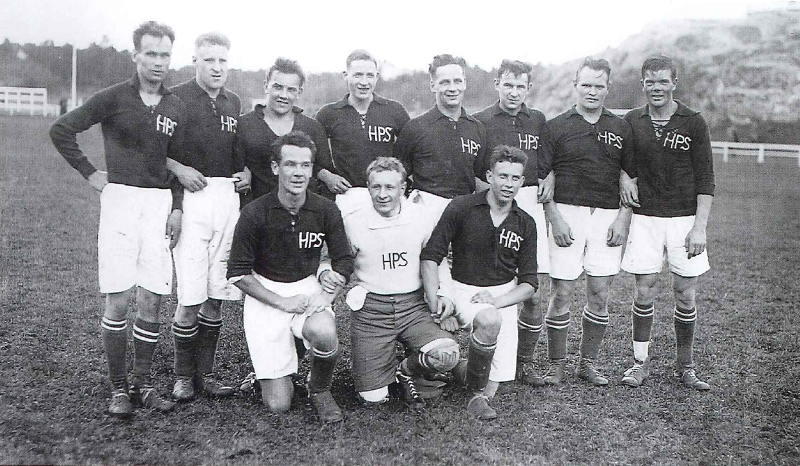
Die Fußballmannschaft im Meisterjahr 1927

HPS wurde am 29. November 1917 gegründet. Schon kurze Zeit später gehörte die Fußballmannschaft zu den stärksten des Landes, und 1921 gewann die Mannschaft die erste finnische Meisterschaft. Bis 1935 folgten sieben weitere Meistertitel, ehe eine längere Durststrecke einsetzte. 1957 konnte dann der bis heute letzte Meistertitel errungen werden. In der folgenden Spielzeit trat der Klub erstmals auf internationalem Parkett auf. 1962 gewann HPS mit dem finnischen Pokal letztmals einen Titel. Seit den 1970er Jahren ging es mit der Mannschaft bergab, teilweise trat sie nur noch siebtklassig an.

## Europapokalbilanz
| Saison  | Wettbewerb                    | Runde    | Gegner               | Gesamt | Hin     | Rück       |
| ------- | ----------------------------- | -------- | -------------------- | ------ | ------- | ---------- |
| 1958/59 | Europapokal der Landesmeister | 1. Runde | Stade Reims          | 0:7    | 0:4 (A) | 00:3 (H) 1 |
| 1963/64 | Europapokal der Pokalsieger   | 1. Runde | ŠK Slovan Bratislava | 02:12  | 1:4 (H) | 1:8 (A)    |

Gesamtbilanz: 4 Spiele, 4 Niederlagen, 2:19 Tore (Tordifferenz −17)

### Erfolge
- Finnischer Meister: 1921, 1922, 1926, 1927, 1929, 1932, 1934, 1935, 1957 (9)
- Finnischer Pokalsieger: 1962

### Bekannte Spieler
- Aulis Koponen (1906–1978)
- Eino Soinio (1894–1973)

## Eishockey
Die Eishockeymannschaft von HPS machte Ende der 1920er und Anfang der 1930er Jahre überregional von sich reden, als der Klub in insgesamt fünf Spielzeiten an der Endrunde der SM-sarja teilnahm und 1929, 1932 und 1934 finnischer Vizemeister wurde.
Erfolge:
- Finnischer Vizemeister: 1929, 1932, 1934

## Bandy
Im Bandy war der Verein zwischen 1931 und 1950 insgesamt acht Spielzeiten in der ersten Liga vertreten.